# Африкански ципоног
Африканският ципоног (Podica senegalensis) е вид птица от семейство Heliornithidae, единствен представител на род Podica.

## Разпространение и местообитание
Разпространен е в Ангола, Бенин, Ботсвана, Буркина Фасо, Бурунди, Габон, Гамбия, Гана, Гвинея, Екваториална Гвинея, Етиопия, Замбия, Зимбабве, Камерун, Кения, Република Конго, Демократична република Конго, Кот д'Ивоар, Либерия, Малави, Мали, Мозамбик, Намибия, Нигер, Нигерия, Руанда, Свазиленд, Сенегал, Сиера Леоне, Танзания, Того, Уганда, Централноафриканската република, Чад и Южна Африка.